# Dolaț

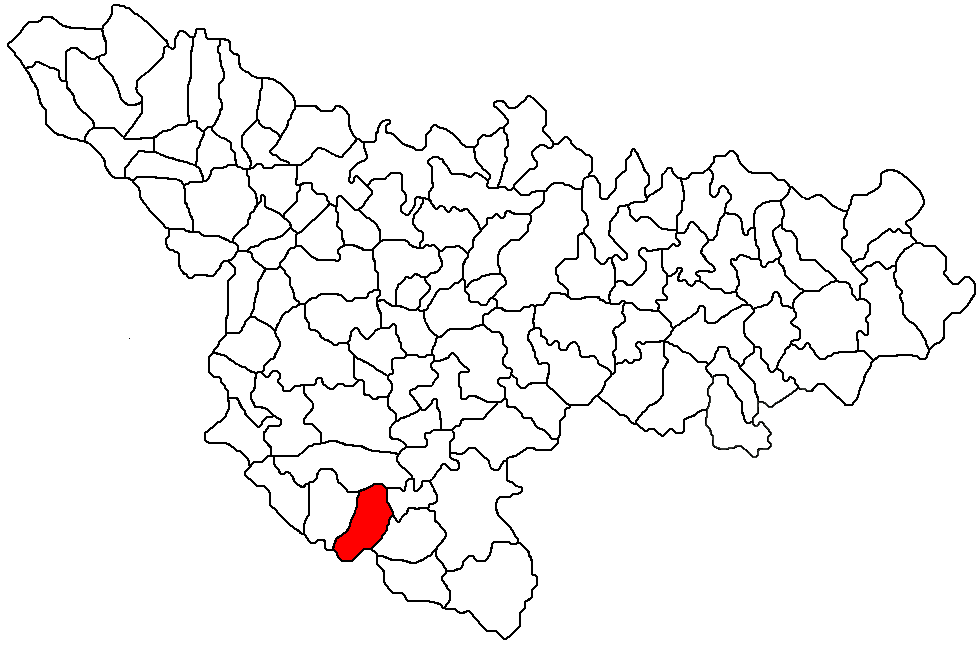
Lage der Gemeinde Livezile im Kreis Timiș

Dolaț (deutsch Dolatz, ungarisch Dóc oder Dolacz) ist ein Dorf im Kreis Timiș, Banat, Rumänien mit 559 Einwohnern. Dolaț gehört zur Gemeinde Livezile.

## Lage
Der Ort liegt südlich von Timișoara, im Südwesten des Kreises Timiș, an den kanalisierten Ausläufern des Flusses Temesch.

## Nachbarorte
| Gad        | Macedonia                                   | Ghilad   |
| Grănicerii | Kompassrose, die auf Nachbargemeinden zeigt | Ofsenița |
| Giera      | Livezile                                    | Banloc   |

## Geschichte
In den päpstlichen Zehntverzeichnissen wird Dolatz schon im Jahre 1332 unter dem Namen Dolch als von Ungarn besiedelt erwähnt. Nach der Schlacht bei Mohács (1526) gegen die Osmanen wurden die Ungarn aus Dolatz vertrieben. 1645 kamen serbische Siedler ins Dorf und nannten es Dolie. Sie wurden jedoch am Ende des 17. Jahrhunderts von den Türken vertrieben.
Nach dem Frieden von Passarowitz am 21. Juli 1718 wurde das Banat nach 164 Jahren Türkenherrschaft der Habsburgermonarchie angeschlossen und als kaiserliche Kron- und Kammerdomäne der Wiener Reichsregierung unterstellt. Es begann die habsburgische Kolonisierung des Banats durch die sogenannten Schwabenzüge. 1811 kamen schwäbische Siedler aus benachbarten deutschen Dörfern durch Binnenwanderung ins Dorf und nannten es Dolatz. Die Siedler kamen zumeist aus dem heutigen serbischen Banat/Woiwodina. Unter diesen wuchs der Ort zeitweise trotz diverser Katastrophen und Auswanderungswellen nach Amerika auf über 1500 Einwohner an.
Infolge des österreichisch-ungarischen Ausgleichs im Februar 1867 kam das Banat innenpolitisch unter ungarische Verwaltung. Es setzte eine gewaltige Magyarisierungswelle ein, die zu Beginn des 20. Jahrhunderts ihren Höhepunkt erreichte. Kirchlich war Dolaț im 19. Jahrhundert eine Filiale der katholischen Pfarrei Ofsenița.
Am 4. Juni 1920 wurde das Banat infolge des Vertrags von Trianon dreigeteilt. Der größte, östliche Teil, zu dem auch Dolatz gehörte, fiel an das Königreich Rumänien. Die amtliche Bezeichnung wurde Dolaț.
Infolge des Waffen-SS Abkommens vom 12. Mai 1943 zwischen der Antonescu-Regierung und Hitler-Deutschland wurden alle deutschstämmigen wehrpflichtigen Männer in die deutsche Armee eingezogen.
Noch vor Kriegsende, im Januar 1945, fand die Deportation aller volksdeutschen Frauen zwischen 18–30 und Männer im Alter von 16–45 zur Aufbauarbeit in die Sowjetunion statt.
Das Bodenreformgesetz vom 23. März 1945, das die Enteignung der deutschen Bauern in Rumänien vorsah, entzog der ländlichen Bevölkerung die Lebensgrundlage. Der enteignete Boden wurde an Kleinbauern, Landarbeiter und Kolonisten aus anderen Landesteilen verteilt. Anfang der 1950er Jahre wurde die Kollektivierung der Landwirtschaft eingeleitet.
Durch das Nationalisierungsgesetz vom 11. Juni 1948, das die Verstaatlichung aller Industrie- und Handelsbetriebe, Banken und Versicherungen vorsah, fand die Enteignung aller Wirtschaftsbetriebe unabhängig von der ethnischen Zugehörigkeit statt.
Da die Bevölkerung entlang der rumänisch-jugoslawischen Grenze von der rumänischen Staatsführung nach dem Zerwürfnis Stalins mit Tito und dessen Ausschluss aus dem Kominform-Bündnis als Sicherheitsrisiko eingestuft wurde, erfolgte am 18. Juni 1951 die Deportation „von politisch unzuverlässlichen Elementen“ in die Bărăgan-Steppe unabhängig von der ethnischen Zugehörigkeit. Die rumänische Führung bezweckte zugleich den einsetzenden Widerstand gegen die bevorstehende Kollektivierung der Landwirtschaft zu brechen. Als die Bărăganverschleppten 1956 heimkehrten, erhielten sie die 1945 enteigneten Häuser und Höfe zurückerstattet. Der Feldbesitz wurde jedoch kollektiviert.

## Demografie
| 1880 | 1164 | -   | 8   | 1111 | 45 |
| 1910 | 1183 | 36  | 134 | 998  | 15 |
| 1930 | 1441 | 236 | 11  | 1076 | 17 |
| 1977 | 751  | 137 | 83  | 484  | 47 |
| 2002 | 559  | 458 | 65  | 27   | 9  |

## Persönlichkeiten
- Ludwig Stefan Schwarz (1925–1981), Journalist und deutschsprachiger Mundartautor